# Nadagara levuensis
Nadagara levuensis là một loài bướm đêm trong họ Geometridae.